# موتور چهارزمانه

نمودار چهار مرحلهٔ موتور چهارزمانه.

موتور چهارزمانه یا موتور چهارهنگامه یکی از انواع موتورهای درون‌سوز است. «موتور چهارزمانهٔ اتو» اولین موتور چهارزمانه بود که در سال ۱۸۷۶ توسط نیکلاس اتو اختراع شد. موتورهای چهارزمانه متداول‌ترین موتورها در وسایل نقلیه امروزی هستند و اغلب با سوخت بنزین و گازوئیل کار می‌کنند. ساختمان و کارکرد همهٔ موتورهای چهارزمانه امروزی تقریباً مشابه موتور چهارزمانهٔ اتو است. دلیل نامگذاری موتور چهار زمانه، چرخهٔ چهارمرحله‌ای آن است.

## سازوکار
هر چرخهٔ موتور چهارزمانه به چهار مرحله تقسیم می‌شود و در هر مرحله، هر پیستون یک بار طول سیلندر را می‌پیماید. از آن جایی که تنها در یک مرحله از هر چرخهٔ موتور، به میل لنگ شتاب داده می‌شود؛ هر چرخهٔ کامل موتور چهارزمانه به دو بار چرخش میل لنگ منجر می‌شود.

### مرحلهٔ اول: مکش (تنفس)
در این مرحله پیستون در بالاترین مکان ممکن در سیلندر قرار دارد. پیستون از بالای سیلندر به پایین می‌آید و باعث بالا رفتن حجم سیلندر می‌شود و مخلوطی از هوا و سوخت وارد سیلندر می‌شود.

### مرحلهٔ دوم: تراکم (فشرده‌سازی)
در این مرحله هر دو سوپاپ ورودی و خروجی بسته می‌شود و پیستون به بالای سیلندر بر می‌گردد که باعث تراکم سوخت یا مخلوط هوا و سوخت می‌شود.

### مرحلهٔ سوم: انفجار (قدرت)
در این مرحله همان‌طور که پیستون در بالاترین نقطه ممکن قرار دارد مخلوط هوا و سوخت متراکم شده توسط جرقه شمع، در موتورهای بنزینی یا توسط گرمای تولید شده به واسطهٔ تراکم آن در موتورهای دیزلی احتراق صورت می‌گیرد. فشار ایجاد شده به دلیل احتراق سوخت باعث می‌شود که پیستون به پایین‌ترین نقطه برگردد.

### مرحلهٔ چهارم: تخلیه (خروج دود)
در این مرحله همان‌طور که سوپاپ دود(خروجی) باز است پیستون به بالا بر می‌گردد و دود حاصل از احتراق سوخت از طریق اگزوز به بیرون رانده می‌شود.

نحوه عملکرد سوپاپ ها در یک موتور چهار زمانه